# Joke van Leeuwen
Joke van Leeuwen (Johanna Rutgera van Leeuwen), née à La Haye le 24 septembre 1952, est une écrivain, poète et illustratrice néerlandaise.

## Biographie
Elle obtient de nombreux prix, dont le prix Herman de Coninck (poésie) en 2007 pour Andermans hond, le prix Constantijn Huygens en 2012 pour l'ensemble de son œuvre et le prix littéraire AKO en 2013 pour Feest van het begin. 
De 2019 à 2021, elle est sélectionnée durant trois années d'affilée pour le prestigieux prix suédois, le Prix commémoratif Astrid-Lindgren.

## Œuvres traduites en français
- Tchip-tchip ! [« Iep ! »], trad. de Maurice Lomré, Paris, Éditions l’École des Loisirs, coll. « Neuf », 2000, 222 p.  (ISBN 2-211-05071-9)
- Libérez mon frère [« Bezoekjaren »], avec Malika Blain, trad. de Maurice Lomré, Paris, Éditions l’École des Loisirs, coll. « Médium », 2002, 174 p.  (ISBN 2-211-05645-8)
- Saipas, trad. d’Emmanuèle Sandron, Genève, Suisse, Éditions la Joie de lire, 2006, 64 p.  (ISBN 2-88258-357-5)
- Qui a vu ma sœur ? [« Heb je mijn zusje gezien ? »], Genève, Suisse, Éditions la Joie de lire, 2007, 27 p.  (ISBN 978-2-88258-426-7)